# Rheinbrech

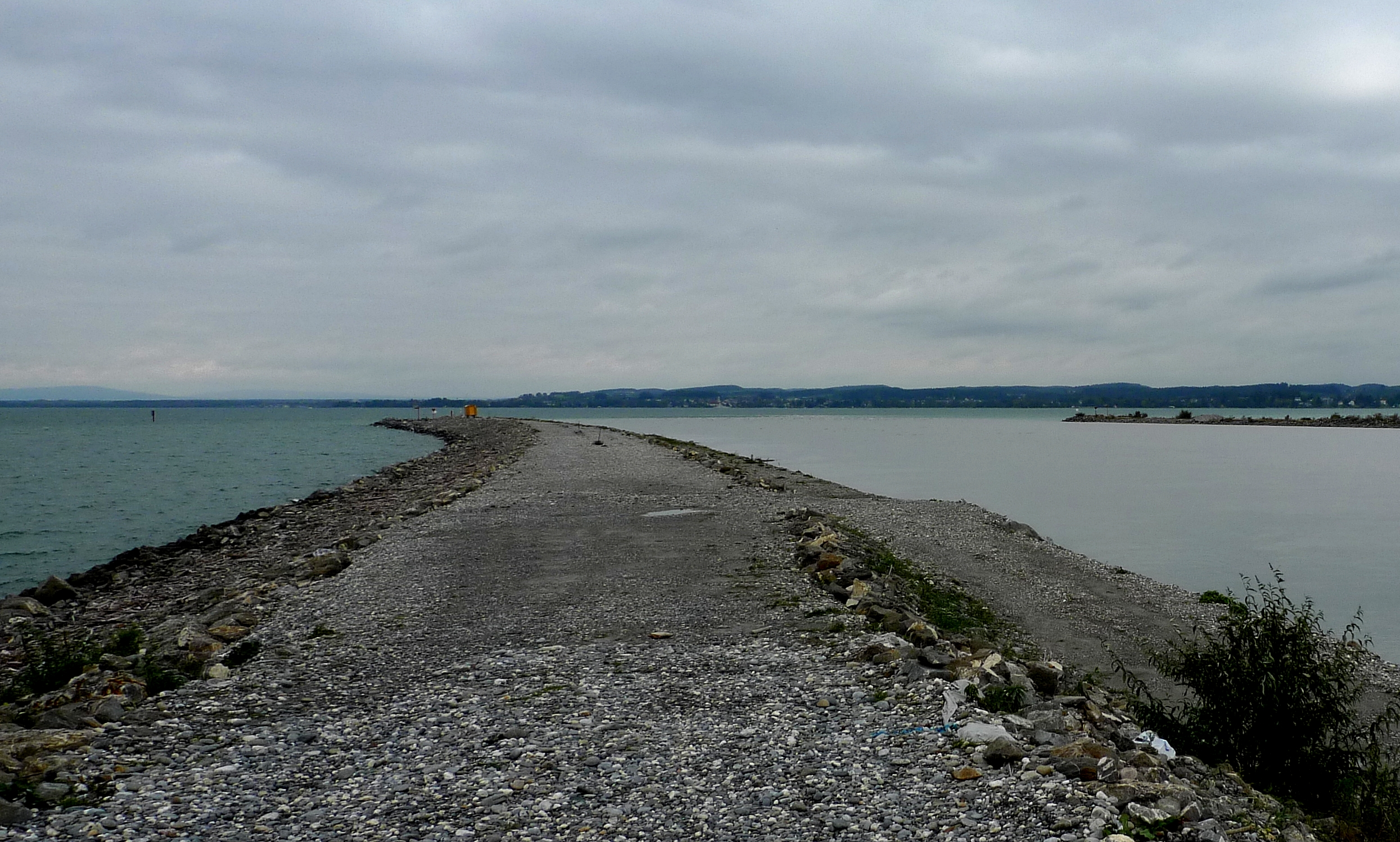
Mündung des Neuen Rheins in den Bodensee. Deutlich ist die Trennlinie des grünlichen Bodenseewassers vom hellgrauen Wasser des Alpenrheins zu erkennen

Rheinbrech ist die ortsübliche Bezeichnung der markanten Trennlinie zwischen dem Wasser des Alpenrheins und dem des Bodensees. Der Begriff hat Eingang in die wissenschaftliche Literatur gefunden.
Das ankommende, hellgraue, sedimentreiche Rheinwasser vermischt sich anfangs nur wenig mit dem wärmeren, grünlichen Bodenseewasser und fällt aufgrund seiner bedeutend größeren Dichte dem Untergrundrelief des Sees folgend, relativ abrupt in die Tiefe ab. Die Tiefenströmung ist temperaturabhängig und somit jahreszeitlich unterschiedlich.